# Nunotani Building
A Nunotani Building vagy N C Building Peter Eisenman tervezte „részeg épület” (1992), a Nunotani Corporation belsőépítész cég székháza volt a tokiói óváros, a sitamacsi Edogava kerületében. Az összesen hat emelet padló- és plafonszintjei, ablaksorai mind a négy homlokzaton a legkülönfélébb irányokba látszanak dőlni mintegy az összeomlás utolsó előtti stádiumában, ráadásul az ötszáz ablak között nincs két egyforma méretű – ám az „építészet e textuális geológiája”, ahogy az avantgárd építész-teoretikus Eisenman nevezi, 61 méter (!) mélyen van a vizenyős talajba alapozva – nem csoda, hogy az egész 2,5 milliárd jenbe került 1992-ben. A Nunotani cég 2000-ben csődbe ment, az épületben ma öregek otthona működik.

## Külső hivatkozások
- Felvétel az épületről
- Felvétel az épületről